# Acoua
Acoua é uma comuna francesa no departamento ultramarino de Mayotte. Estende-se por uma área de 12.62 km², e possui 5.192 habitantes, segundo o censo de 2018, com uma densidade de 410 hab/km².